# 島田高志郎
島田 高志郎（しまだ こうしろう、英語: Koshiro Shimada、2001年9月11日 - ）は、日本のフィギュアスケート選手（男子シングル、アイスダンス）。愛媛県松山市出身。岡山県岡山市在住。血液型はA型。早稲田大学人間科学部通信教育課程在学中。マネジメントはIMG TOKYO。
主な競技成績は、2024年フランスグランプリ2位、2022年全日本選手権2位、2018年ジュニアグランプリファイナル3位、2016年全日本ジュニア選手権2位など。

## 人物
愛媛県松山市出身。岡山県岡山市在住。就実高等学校を卒業後、早稲田大学人間科学部通信教育課程に入学。
6歳のときより松山市内のスケートリンクでフィギュアスケートをはじめ、小学校4年生のときに本格的にスケートを習うため母と共に岡山県岡山市に移住し、岡山国際スケートリンクで練習を始める。
15歳からはステファン・ランビエールに指導を受けるため、単身でスイスに渡った。
憧れの選手は髙橋大輔、町田樹。
趣味はYouTube鑑賞、音楽、料理、旅行など。同じ日本男子フィギュアスケート選手の友野一希・山本草太とは特に仲良しで、近年は3人一緒に食事やショッピングを始め、サウナ風呂にもよく通っているとコメント。

## 経歴
2012年の全日本ノービス選手権（ノービスB）で2位となり、初の国際大会である2013年アジアフィギュア杯のノービスクラスでは優勝する。同年の全日本ノービス選手権（ノービスA）で優勝、全日本ジュニア選手権では17位となる。2014年ガルデナスプリング杯のノービスクラスで2位入賞する。同年の全日本ノービス選手権（ノービスA）では2位、全日本ジュニア選手権では16位となる。

### ジュニア時代
2015-2016シーズン、日本スケート連盟の強化指定選手に選ばれる。ISUジュニアグランプリシリーズに参戦し、JGP J&Tバンカで7位、JGPクロアチア杯で5位となる。全日本ジュニア選手権ではSP8位からFSで2位となり、総合4位に入った。初出場となった全日本選手権では11位となり、新人賞を受賞する。リレハンメルユース五輪では総合得点で自己ベストを更新し6位となる。
2016-2017シーズン、2016年アジアフィギュア杯ジュニアクラスで優勝。ジュニアグランプリサン・ジェルヴェで3位となり初の表彰台に上った。4度目の出場となった全日本ジュニア選手権では2位、推薦出場した全日本選手権では7位となり、初めての世界ジュニア選手権代表に選出された。
2017-2018シーズン、4月に木下グループより所属選手になったことが正式に発表される。今シーズンから練習拠点をスイスへ移し、トリノ五輪銀メダリストのステファン・ランビエールに師事。2017年始め左内転筋を断裂したため、新コーチ、ランビエールの勧めでカナダのトロントで怪我の治療、リハビリを行い今シーズンのジュニアグランプリシリーズの試合に復帰。

### シニア時代
2019-2020シーズン、シニアデビュー。

#### 2022-2023シーズン
ロンバルディア杯に出場し、2位に入る。3季ぶりとなるISUグランプリシリーズはMKジョン・ウィルソン杯にアサインされていたが、鍵山優真の欠場により、スケートアメリカも出場となった。スケートアメリカではジャンプのミスでSP12位となったが、FSでは自己ベスト更新で5位となり、総合9位に順位を上げた。2戦目のMKジョン・ウィルソン杯でもFSで自己ベストを更新し、総合4位となった。
全日本選手権では総合2位となり、自身初となる全日本の表彰台に立った。2月の四大陸選手権の代表に選ばれたが、3月の世界選手権の代表には選ばれなかった。初出場の四大陸選手権では11位に入った。

#### 2023-2024シーズン
オフシーズン中に『ワンピース・オン・アイス』に出演し、サンジ役を演じた。
シーズン初戦のネーベルホルン杯では、FSで自己ベストを更新し3位に入った。GPシリーズ1戦目のフランス杯前に足首を捻挫し、同大会は10位、2戦目のエスポーグランプリでは6位に入った。
在学中である早稲田大学のスケート部創部100年記念「WASEDA ON ICE」に出演、来季SPなどを披露した。

### アイスダンス
2025年5月9日、アイスダンス転向と櫛田育良とのカップル結成を発表。愛称は「いくこう」。

## 主な戦績

### 2019-2020シーズン以降
| 大会/年            | 2019-20            | 2020-21            | 2021-22            | 2022-23            | 2023-24            | 2024-25            |
| 国際大会（シニア） | 国際大会（シニア） | 国際大会（シニア） | 国際大会（シニア） | 国際大会（シニア） | 国際大会（シニア） | 国際大会（シニア） |
| ------------------ | ------------------ | ------------------ | ------------------ | ------------------ | ------------------ | ------------------ |
| 四大陸選手権       |                    |                    |                    | 11                 |                    |                    |
| GP NHK杯           | 9                  |                    |                    |                    |                    |                    |
| GPエスポー         |                    |                    |                    |                    | 6                  |                    |
| GPイギリス         |                    |                    |                    | 4                  |                    |                    |
| GPフランス国際     |                    | 中止               |                    |                    | 10                 | 2                  |
| GPスケートアメリカ | 10                 |                    |                    | 9                  |                    | 6                  |
| CSネーベルホルン杯 | 2                  |                    |                    |                    | 3                  |                    |
| CSワルシャワ杯     |                    |                    | 5                  |                    |                    |                    |
| CSロンバルディア杯 |                    |                    |                    | 2                  |                    |                    |
| プランタン杯       |                    |                    |                    | 2                  |                    |                    |
| 国内大会           |                    |                    |                    |                    |                    |                    |
| 全日本選手権       | 10                 | 8                  | 10                 | 2                  | 11                 | 9                  |
| 団体戦             |                    |                    |                    |                    |                    |                    |
| ジャパンオープン   | 2                  |                    |                    |                    | 1                  |                    |

### 2018-2019シーズンまで
| 大会/年              | 2013-14            | 2014-15            | 2015-16            | 2016-17            | 2017-18            | 2018-19            |
| 国際大会（シニア）   | 国際大会（シニア） | 国際大会（シニア） | 国際大会（シニア） | 国際大会（シニア） | 国際大会（シニア） | 国際大会（シニア） |
| -------------------- | ------------------ | ------------------ | ------------------ | ------------------ | ------------------ | ------------------ |
| ババリアンオープン   |                    |                    |                    |                    |                    | 1                  |
| 国内大会             |                    |                    |                    |                    |                    |                    |
| 全日本選手権         |                    |                    | 11                 | 7                  |                    | 5                  |
| 全日本Jr.選手権      | 17                 | 16                 | 4                  | 2                  | WD                 | 3                  |
| 国際大会（ジュニア） |                    |                    |                    |                    |                    |                    |
| ユースオリンピック   |                    |                    | 6                  |                    |                    |                    |
| 世界ジュニア選手権   |                    |                    |                    | 14                 |                    | 9                  |
| JGPファイナル        |                    |                    |                    |                    |                    | 3                  |
| JGPリュブリャナ杯    |                    |                    |                    |                    |                    | 3                  |
| JGPオーストリア杯    |                    |                    |                    |                    |                    | 2                  |
| JGPバルティック杯    |                    |                    |                    |                    | 7                  |                    |
| JGPクロアチア杯      |                    |                    | 5                  |                    | 5                  |                    |
| JGPタリン杯          |                    |                    |                    | 4                  |                    |                    |
| JGPサン・ジェルヴェ  |                    |                    |                    | 3                  |                    |                    |
| JGP J&Tバンカ        |                    |                    | 7                  |                    |                    |                    |
| アジアフィギュア杯   | 1 N                |                    |                    | 1 J                |                    |                    |
| ガルデナスプリング杯 | 2 N                |                    |                    |                    |                    |                    |

- N - ノービスクラス
- J - ジュニアクラス

### 詳細
パーソナルベストは太字で表示
| 2024-2025 シーズン    |                                                      |          |           |          |
| 開催日                | 大会名                                               | SP       | FS        | 結果     |
| 2024年12月19日 - 22日 | 第93回全日本フィギュアスケート選手権（門真）         | 15 73.20 | 5 150.84  | 9 224.04 |
| 2024年11月1日 - 3日   | ISUグランプリシリーズ フランスグランプリ（アンジェ） | 5 80.42  | 3 153.42  | 2 233.84 |
| 2024年10月18日 - 20日 | ISUグランプリシリーズ スケートアメリカ（アレン）     | 6 81.88  | 10 137.80 | 6 219.68 |

| 2023-2024 シーズン    |                                                                  |          |           |           |
| 開催日                | 大会名                                                           | SP       | FS        | 結果      |
| 2023年12月20日 - 24日 | 第92回全日本フィギュアスケート選手権（長野）                     | 11 76.57 | 12 139.40 | 11 215.97 |
| 2023年11月17日 - 19日 | ISUグランプリシリーズ エスポーグランプリ（エスポー）             | 4 77.81  | 6 140.63  | 6 218.44  |
| 2023年11月3日 - 5日   | ISUグランプリシリーズフランスグランプリ（アンジェ）              | 8 79.30  | 11 137.88 | 10 217.18 |
| 2023年9月20日 - 23日  | ISUチャレンジャーシリーズ ネーベルホルン杯（オーベルストドルフ） | 3 79.57  | 3 167.86  | 3 247.43  |

| 2022-2023 シーズン    |                                                                |          |          |           |
| 開催日                | 大会名                                                         | SP       | FS       | 結果      |
| 2023年3月17日 - 19日  | クープドプランタン 2023（ルクセンブルク）                      | 3 73.99  | 3 140.99 | 2 214.98  |
| 2023年2月7日 - 12日   | 2023年四大陸フィギュアスケート選手権（コロラドスプリングス）   | 10 74.06 | 8 143.79 | 11 217.85 |
| 2022年12月21日 - 25日 | 第91回全日本フィギュアスケート選手権（門真）                   | 2 87.69  | 6 164.87 | 2 252.56  |
| 2022年11月11日 - 13日 | ISUグランプリシリーズ MKジョン・ウィルソン杯（シェフィールド） | 5 80.84  | 4 166.33 | 4 247.17  |
| 2022年10月21日 - 23日 | ISUグランプリシリーズ スケートアメリカ（ノーウッド）           | 12 62.54 | 5 152.58 | 9 215.12  |
| 2022年9月15日 - 18日  | ISUチャレンジャーシリーズ ロンバルディア杯（ベルガモ）         | 1 89.18  | 4 148.84 | 2 235.90  |

| 2021-2022 シーズン    |                                                        |         |           |           |
| 開催日                | 大会名                                                 | SP      | FS        | 結果      |
| 2021年12月22日 - 26日 | 第90回全日本フィギュアスケート選手権（さいたま）       | 9 86.76 | 10 146.91 | 10 233.67 |
| 2021年11月17日 - 21日 | ISUチャレンジャーシリーズ CSワルシャワ杯（ワルシャワ） | 2 90.55 | 9 138.22  | 5 228.77  |

| 2020-2021 シーズン    |                                              |         |          |          |
| 開催日                | 大会名                                       | SP      | FS       | 結果     |
| 2020年12月24日 - 27日 | 第89回全日本フィギュアスケート選手権（長野） | 9 71.88 | 7 149.06 | 8 220.94 |

| 2019-2020 シーズン    |                                                                  |          |           |           |
| 開催日                | 大会名                                                           | SP       | FS        | 結果      |
| 2019年12月19日 - 22日 | 第88回全日本フィギュアスケート選手権（東京）                     | 5 80.59  | 13 131.65 | 10 212.24 |
| 2019年11月22日 - 24日 | ISUグランプリシリーズ NHK杯（札幌）                              | 6 75.98  | 10 137.67 | 9 213.65  |
| 2019年10月18日 - 20日 | ISUグランプリシリーズ スケートアメリカ（ラスベガス）             | 11 72.12 | 7 144.10  | 10 216.22 |
| 2019年9月25日 - 28日  | ISUチャレンジャーシリーズ ネーベルホルン杯（オーベルストドルフ） | 1 74.32  | 4 140.66  | 2 214.98  |

| 2018-2019 シーズン     |                                                         |          |           |          |
| 開催日                 | 大会名                                                  | SP       | FS        | 結果     |
| 2019年3月4日 - 10日    | 2019年世界ジュニアフィギュアスケート選手権（ザグレブ）  | 12 74.89 | 8 137.89  | 9 212.78 |
| 2018年12月20日 - 24日  | 第87回全日本フィギュアスケート選手権（門真）            | 3 80.46  | 11 139.32 | 5 219.78 |
| 2018年12月6日 - 9日    | ISUジュニアグランプリファイナル（バンクーバー）         | 4 73.97  | 4 140.41  | 3 214.38 |
| 2018年11月23日 - 25日  | 第87回全日本フィギュアスケートジュニア選手権（福岡）    | 1 82.35  | 5 127.68  | 3 210.03 |
| 2018年10月3日 - 6日    | ISUジュニアグランプリ JGPリュブリャナ杯（リュブリャナ） | 4 73.48  | 5 139.47  | 3 212.95 |
| 2018年8月29日 - 9月1日 | ISUジュニアグランプリ JGPオーストリア杯（リンツ）       | 3 74.78  | 2 145.67  | 2 220.45 |

| 2017-2018 シーズン    |                                                      |          |          |          |
| 開催日                | 大会名                                               | SP       | FS       | 結果     |
| 2017年11月24日 - 26日 | 第86回全日本フィギュアスケートジュニア選手権（前橋） |          |          | WD       |
| 2017年10月4日 - 7日   | ISUジュニアグランプリ バルティック杯（グダニスク）   | 12 59.47 | 4 130.99 | 7 190.46 |
| 2017年9月27日 - 30日  | ISUジュニアグランプリ クロアチア杯（ザグレブ）       | 6 64.85  | 5 131.87 | 6 196.72 |

| 2016-2017 シーズン      |                                                            |          |           |           |
| 開催日                  | 大会名                                                     | SP       | FS        | 結果      |
| 2017年3月13日 - 19日    | 2017年世界ジュニアフィギュアスケート選手権（台北）         | 12 68.77 | 13 125.33 | 14 194.10 |
| 2016年12月22日 - 25日   | 第85回全日本フィギュアスケート選手権（門真）               | 10 62.66 | 6 137.52  | 7 200.18  |
| 2016年11月18日 - 20日   | 第85回全日本フィギュアスケートジュニア選手権（札幌）       | 2 66.19  | 2 132.01  | 2 198.20  |
| 2016年9月28日 - 10月2日 | ISUジュニアグランプリ タリン杯（タリン）                   | 4 70.48  | 4 132.81  | 4 203.29  |
| 2016年8月24日 - 27日    | ISUジュニアグランプリ サン・ジェルヴェ（サン・ジェルヴェ） | 5 59.32  | 3 126.86  | 3 186.18  |
| 2016年8月4日 - 7日      | 2016年アジアフィギュア杯 ジュニアクラス（マニラ）          | 3 60.22  | 1 124.87  | 1 185.09  |

| 2015-2016 シーズン    |                                                            |          |          |           |
| 開催日                | 大会名                                                     | SP       | FS       | 結果      |
| 2016年2月12日 - 21日  | リレハンメルユースオリンピック（ハーマル）                 | 6 63.18  | 6 119.34 | 6 182.52  |
| 2015年12月24日 - 27日 | 第84回全日本フィギュアスケート選手権（札幌）               | 17 58.41 | 9 130.35 | 11 188.76 |
| 2015年11月21日 - 23日 | 第84回全日本フィギュアスケートジュニア選手権（ひたちなか） | 8 55.04  | 2 122.39 | 4 177.43  |
| 2015年10月7日 - 10日  | ISUジュニアグランプリ クロアチア杯（ザグレブ）             | 8 58.38  | 4 122.69 | 5 181.07  |
| 2015年8月19日 - 23日  | ISUジュニアグランプリ J&Tバンカ（ブラチスラヴァ）          | 12 47.77 | 4 122.12 | 7 169.89  |

| 2014-2015 シーズン    |                                                      |         |          |           |
| 開催日                | 大会名                                               | SP      | FS       | 結果      |
| 2014年11月22日 - 24日 | 第83回全日本フィギュアスケートジュニア選手権（新潟） | 8 51.47 | 19 91.56 | 16 143.03 |

| 2013-2014 シーズン    |                                                       |          |          |           |
| 開催日                | 大会名                                                | SP       | FS       | 結果      |
| 2014年3月28日 - 30日  | 2014年ガルデナスプリング杯 ノービスクラス（ガルデナ） | 2 36.30  | 2 82.52  | 2 118.82  |
| 2013年11月22日 - 24日 | 第82回全日本フィギュアスケートジュニア選手権（八戸）  | 19 44.50 | 15 92.38 | 17 136.88 |
| 2013年8月8日 - 11日   | 2013年アジアフィギュア杯 ノービスクラス（バンコク）   | 1 39.15  | 2 68.58  | 1 107.73  |

## プログラム使用曲
| シーズン  | SP | FS | EX                                                   |
| --------- | --- | --- | ---------------------------------------------------- |
| 2024-2025 | 君の瞳に恋してる Can't Take My Eyes Off You 演奏：ショーン・メンデス 振付：シェイ＝リーン・ボーン                                           | 死の舞踏 曲：カミーユ・サン＝サーンス 振付：ステファン・ランビエール |                                                      |
| 2023-2024 | シング・シング・シング 作曲：ルイ・プリマ 振付：ジェフリー・バトル                                                                          | 死の舞踏 曲：カミーユ・サン＝サーンス 振付：ステファン・ランビエール |                                                      |
| 2022-2023 | シング・シング・シング 作曲：ルイ・プリマ 振付：ジェフリー・バトル                                                                          | シティ・メモリーズ (チャーリー・チャップリンメドレー) 演奏：リサ・バティアシュヴィリ 振付：ステファン・ランビエール | 映画『ムーラン・ルージュ』 Come What May             |
| 2021-2022 | Giving Up 曲：ダニー・ハサウェイ 振付：宮本賢二                                                                                             | シティ・メモリーズ (チャーリー・チャップリンメドレー) 演奏：リサ・バティアシュヴィリ 振付：ステファン・ランビエール |                                                      |
| 2020-2021 | ファイヤーダンス 曲：マヌエル・デ・ファリャ 振付：宮本賢二                                                                                  | パガニーニの主題による狂詩曲 作曲：セルゲイ・ラフマニノフ 振付：ステファン・ランビエール | I Will Remain 曲：Matthew & The Atlas                |
| 2019-2020 | Stay （アルバム『Cynthia Erivo & Oliver Tompsett Sing Scott Alan』より） 歌：オリバー・トンプセット 振付：サラ・ドラン                      | 映画『アーティスト』サウンドトラックより The Artist Ouverture / George Valetine / Comme Une Rosee de Larmes / Peppy and George 作曲：ルドヴィック・ブールス 振付：ステファン・ランビエール                                                         | I Want To Break Free 曲：クイーン                    |
| 2018-2019 | Adios ボーカル：ベンジャミン・クレメンタイン 振付：ステファン・ランビエール                                                                 | ブエノスアイレスの冬 作曲：アストル・ピアソラ 振付：ステファン・ランビエール | She 曲：エルビス・コステロ                           |
| 2017-2018 | 映画『Pina/ピナ・バウシュ 踊り続けるいのち』より 曲：Rooftop, Lillies of the Valley, All Names 作曲： 三宅純 振付：ステファン・ランビエール | 映画『ウォリスとエドワード 英国王冠をかけた恋』より Charms 映画『ロミオとジュリエット(2013年） Romeo & Juliet (2013 film)』より Forbidden Love 作曲：アベル・コジェニオウスキ（Abel Korzeniowski) Found 曲： Kerry Muzzey 振付：ニコライ・モロゾフ |                                                      |
| 2016-2017 | Art on Ice 作曲：エドウィン・マートン 振付：佐藤操                                                                                          | 映画『ロミオ+ジュリエット』サウンドトラックより O Verona Kissing You 作曲：クレイグ・アームストロング 振付：宮本賢二 | スポーツ行進曲 作曲：黛敏郎 振付：佐藤操             |
| 2015-2016 | オペラ『トスカ』より 作曲：ジャコモ・プッチーニ 振付：宮本賢二                                                                              | 映画『ジェーン・エア』より 作曲：バーナード・ハーマン 映画『モダン・タイムス』より チャールズ・チャップリン 振付：宮本賢二 | タブー 作曲：マルガリータ・レクオーナ                |
| 2014-2015 | | ラ・マンチャの男 作曲：ミッチ・リー | 映画『ハッピー フィート』より 作曲：ジョン・パウエル |

## サポート企業
- コラントッテ[21]